# Csuporsisak
A csuporsisak hengeres vagy hordó alakú sisak. A 12. század végén, keresztes háborúk korában alakult ki
és terjedt el. A 14. századig volt használatban. A legkorábbi heraldikai sisaktípus volt. A címereken a 13. századtól mutatható ki.
Névváltozatok: üstsisak, fazéksisak (Kristó Anjou háb. 238.), csöbörsisak [sic] (Kristó Anjou háb. 239.),
torna- vagy csöbörsisak [sic] (125 év 94.), lovagsisak, tornasisak (125 év 94.)

en: pot helm, great helm, heaume, barrel helm, de: Topfhelm, Faßhelm, Helmvaz, cs: helm hrncovitý, pl: hełm garnczkowy

Rövidítések:
Az egész fejet befedte a nyakig. A teteje kezdetben félgömb alakú, majd lapos
volt, a szemeknél keskeny látónyílással. Az arcvédő lemez közepén merevítő lemez, orrpecek húzódott végig, mely gyakran
leveles díszű. Belülről kipárnázott sapka tartotta a fejen. Néha nyakvédővel is el volt látva. Hátránya, hogy nagy
felületet nyújtott a kardcsapásnak. A 13. század végétől a csöbörsisak terjedt el a lovagi hadviselésben. A csatában és
címerében a sisak tetején a lovag a saját sisakdíszét viselte.
Csuporsisak van a Képes krónikában Károly Róbert fején, a rozgonyi csatában, valamint a győri püspökvár kaputornyán és
a székesfehérvári Anjou-sírkápolna egyik domborművén.
Sima tetejére nehezen lehetett felerősíteni a sisakdíszt, ezért a szarvakat szárnyakat és más segédsisakdíszeket
általában oldalról erősítették rá. Kezdetben nem viselte mindenki. Angliában általában csak a csatában használták, ezért
ritkán fordul elő sisakdísszel és ilyenkor a sisaktakaró is nagyrészt rövid, csak a sisak alsó pereméig
nyúlik le.